# البيضاء بنت المفضل
البيضاء بنت المفضل عابدة من عابدات الشام.
قال أحمد بن أبي الحواري : سمعت أسماء الرملية، وكانت من العابدات، تقول: سألت البيضاء بنت المفضل، فقلت: يا أختي هل للمحب لله دلائل يعرفُ بها؟ قالت: يا أختاه والمحب للسيد يخفى؟ لو جهد المحب للسيد أن يخفى ما خفي. قلت: صفيه لي. قالت: لو رأيت المحب لله عز وجل لرأيت عجباً عجيباً من واله ما يقر على الأرض، طائر مستوحش أنسه في الوحدة، قد منع الراحة، طعامه الحب عند الجوع، وشربه الحب عند الظمأ، لا يملُ من طولِ الخدمة لله تعالى.